# Stadsingenjör
Stadsingenjör är en kommunal under byggnadsnämnden sorterande befattningshavare, som i huvudsak verkställer tomtmätningar och handlägger frågor rörande stadsplan och tomtindelningar.
I mindre städer, och i äldre tid, handlade stadsingenjören vanligen samtliga frågor av teknisk natur och förestod därvid bland annat stadens gatu- och vägbyggnader, vattenlednings- och belysningsverk samt sorterade under ett flertal kommunala myndigheter, såsom drätselkammare och byggnadsnämnd.